# Prince Edward Islands nationalpark
Prince Edward Islands nationalpark (engelska Prince Edward Island National Park, franska Parc national de l'Île-du-Prince-Édouard) är en nationalpark på Prince Edward Island i Kanada. Parken inrättades år 1937 och innefattar ett ungefär 60 kilometer långt och från några hundra meter till ett par kilometer brett område längs öns norra kust, sammantaget en yta av närmare 22 kvadratkilometer.

## Historia
Området där Prince Edward Islands nationalpark ligger anses med ledning av arkeologiska fynd troligen ha varit bebott av människor i omkring 10 000 år. De första européerna som besökte och senare bosatte sig i området var fransmän. Detta skedde år 1720 och fler ättlingar till franska immigranter från Nova Scotia följde snart efter. När dessa anlände till området hälsades de av mi'kmaq, som tillhör Kanadas First Nations, och traditionellt lever i detta område. 1758 deporterade brittiska styrkor alla utom en liten grupp på omkring 300 personer av bosättarna från Nova Scotia. De kvarvarande bosättarna och de som senare lyckades återvända etablerade under den senare delen av 1700- och 1800-talet flera små fiske- och jordbrukssamhällen längs kusten. De första bosättarna från Brittiska öarna som kom till området var främst av skotskt och iriskt ursprung.

## Geografi
Naturen i nationalparken består framför allt kustområden, med sandstränder, barriäröar, sanddyner och våtmarker. Innanför dessa finns också gräsmarker och skogar. Klimatet i området påverkas av närheten till havet, vintrarna blir inte extremt kalla även om vattnet i Saint Lawrenceviken fryser. Kusten eroderas ofta av vinterstormar och vinden eroderar även sanddynerna, dock långsammare om de är bundna med vegetation.

## Flora och fauna
Parken är också känd för sitt rika fågelliv. Över 300 arter har observerats i området och ett exempel på en hotad art som häckar i parken är flöjtstrandpiparen.

## Kultur
Inom parkens område ligger Green Gables, förebilden till den gård där Lucy Maud Montgomerys berömda roman Anne på Grönkulla utspelas.

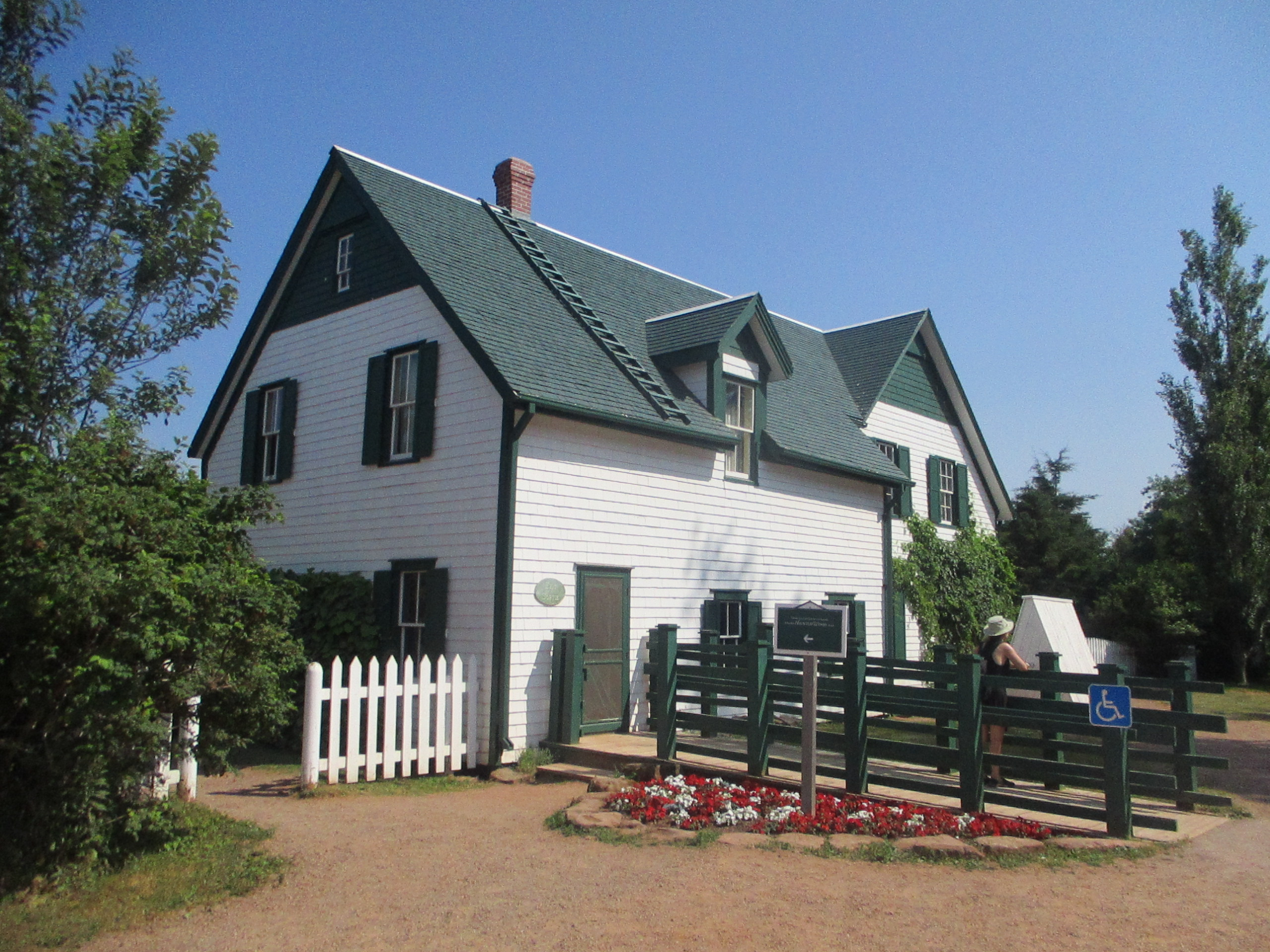
Green Gables